# Коваленко, Геннадий Николаевич
Геннадий Николаевич Коваленко (род. 6 июня 1951 года, Шовгеновский район, РСФСР, СССР) — советский и российский военачальник, Начальник Государственного испытательного космодрома. Генерал-лейтенант (2000 г.).

## Биография
Генерал-лейтенант  (генерал-майор с 5 мая 1995). Награждён орденом «За военные заслуги» и 6-ю медалями. 
Родился 6 июня 1951 в х. Задунаевский Шовгеновского района Адыгейской Автономной области Краснодарского края. Русский. 
В Вооруженных Силах с 31 июля 1968.
Окончил в 1973 году Ростовское высшее военное командное училище имени Главного маршала артиллерии Неделина М.И. (по специальности 2-го факультета)
Проходил службу в должностях: инженер, старший инженер группы; преподаватель-командир взвода военной школы младших специалистов.
Помощник начальника оперативного отделения и начальник инструкторской группы ракетной дивизии; начальник штаба ракетного полка.
Окончил командный факультет Военной академии имени Ф.Э. Дзержинского с отличием в 1985 году и Академические курсы при Военной академии имени Ф.Э. Дзержинского (1988), 
Командир ракетного полка.  Воинское звание «подполковник» присвоено досрочно. Начальник штаба ракетного дивизии.
C 1991 года слушатель основного факультета Военной академии Генерального штаба ВС РФ. В 1994 году окончил Военная академия Генерального штаба ВС РФ. 
В июне 1994 назначен командиром Мозырьской ракетной дивизии.
14.6.1995-16.6.1999 командир 8-й ракетной Мелитопольской Краснознамённой дивизии (войсковая часть 44200) — соединение в составе 31-й ракетной армии расположенная в ЗАТО Первомайский Кировской области. 
16 июня 1999 - 2003 год - Начальник Государственного испытательного космодрома.

## Награды
- орден «За военные заслуги»
- медаль Жукова
- Юбилейная медаль «60 лет Вооружённых Сил СССР»[3]
- Юбилейная медаль «70 лет Вооружённых Сил СССР» [4]
- Медаль «За безупречную службу» I степени
- Медаль «За безупречную службу» II степени
- Медаль «За безупречную службу» III степени

- другие ведомственные награды

### Звания
- Заслуженный военный специалист Российской Федерации